# Noongar

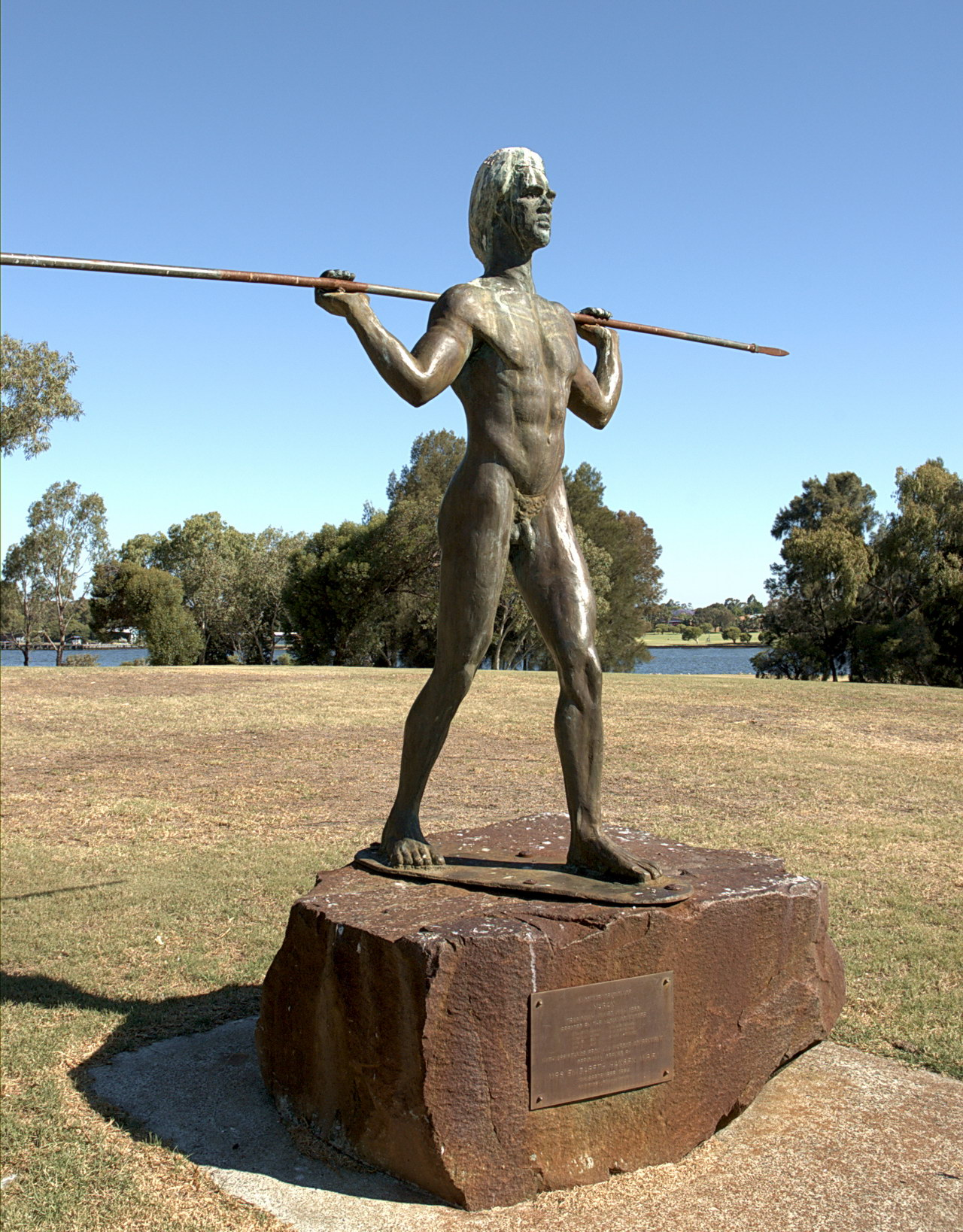
Staty av noongarkrigaren Yagan som dödades 11 juli 1833 under konflikter med europeiska bosättare.

Noongarfolket (även nyungar, nyoongar eller nyoongah, av noongarspråkets ord för "människa") är ett folkslag tillhörande urbefolkningen i Australiens sydvästra del, ursprungligen bestående av cirka 13 kulturellt likartade men åtskilda stammar. Noongar är även namnet på det språk som noongarfolket talar.
Före den brittiska koloniseringen tros noongarbefolkningen ha uppgått till någonstans mellan 6 000 och något tiotusental invånare. Befolkningen drabbades hårt av konflikter och sjukdomar till följd av koloniseringen, men idag uppgår noongarbefolkningens antal till mellan 20 000 och 30 000 personer.